# Fogli di quaderno/La bellezza
Fogli di quaderno / La bellezza è il sesto singolo su 7" de I Califfi pubblicato nel 1968 dalla Ri-Fi.

## Tracce
Lato A
1. La fiera del perdono (Franco Boldrini, Gianfranco Intra)

Lato B
1. Parlano di te (Claudio Daiano, Gianfranco Intra)